# Giuseppe Bruno (cardinal)
Pour les articles homonymes, voir Bruno et Giuseppe Bruno.
Giuseppe Bruno (né le 30 juin 1875 à Sezzadio au Piémont, en Italie, et mort le 10 novembre 1954 à Rome) est un cardinal italien de l'Église catholique du XXe siècle, nommé par le pape Pie XII.

## Biographie
Giuseppe Bruno fait du travail pastoral à Acqui, est directeur des Acta Sanctae Sedis et des Acta Apostolicae Sedis à Rome et professeur en droit à l'athénée pontifical de "S. Apollinare" à Rome. Il exerce des fonctions au sein de la curie romaine, notamment à la Congrégation du Concile et à la Commission pour l'interprétation authentique du code du droit canon. Il est nommé protonotaire apostolique en 1932.
Le pape Pie XII le crée cardinal lors du consistoire du 18 février 1946. Bruno est préfet de la Congrégation du Concile de 1949 à 1954 et est préfet du tribunal suprême de la Signature apostolique en 1954 et préfet de la Commission pour l'interprétation authentique du code du droit canonique à partir de 1954.